# Пельворм
Пельворм (нім. Pellworm, дан. Pelvorm) — громада в Німеччині, розташована в землі Шлезвіг-Гольштейн. Входить до складу району Північна Фризія. Займає 37,44 км2 території однойменного острова, що входить до групи Північно-Фризьких островів в акваторії Північного моря. Разом з кількома дрібнішими островами утворює об'єднання громад Пельворм, центром якого є.
Населення становить 1203 осіб (станом на 31 грудня 2020).

## Географія
Ландшафт острова утворений із заболочених низовин, лугів та полів. Природа переважно незаймана, фауна дуже багата. Особливо часто тут трапляються перелітні птахи.
У Середньовіччя Пельворм був частиною більш великого острова Штранд. Проте 1634 року внаслідок потужного штормового припливу острів розпався на шматки. Крім Пельворма до залишків острова Штранд належать Нордштранд та Галліген.
Зв'язок з материком здійснюється через поромне сполучення з Нордштранда, який перетворився на півострів. Сьогодні тут розташована одна з найбільших гібридних установок, що працює на енергії вітру та сонця (потужність 700 МВт).

## Галерея

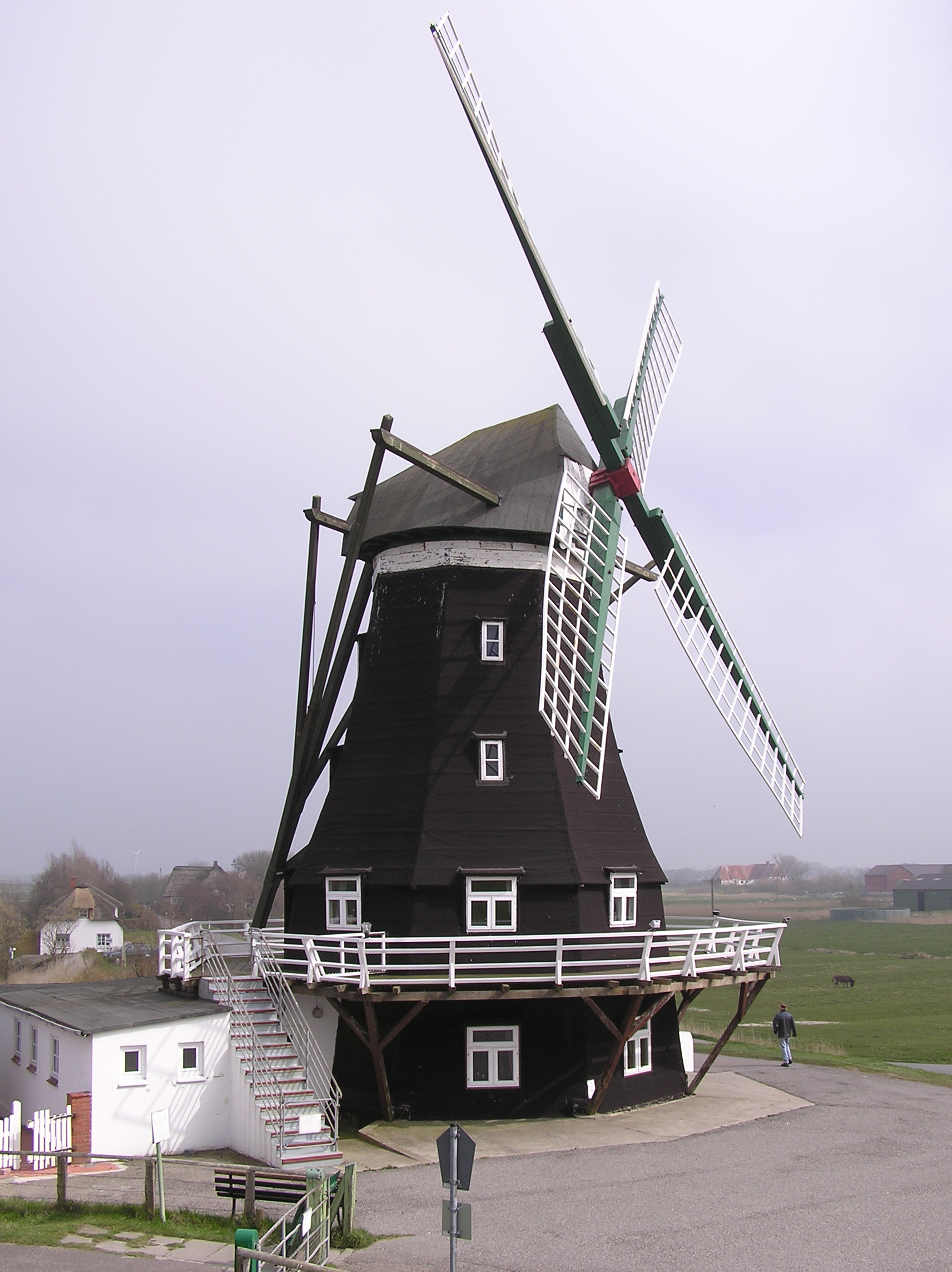
Вітряк Нордемюле
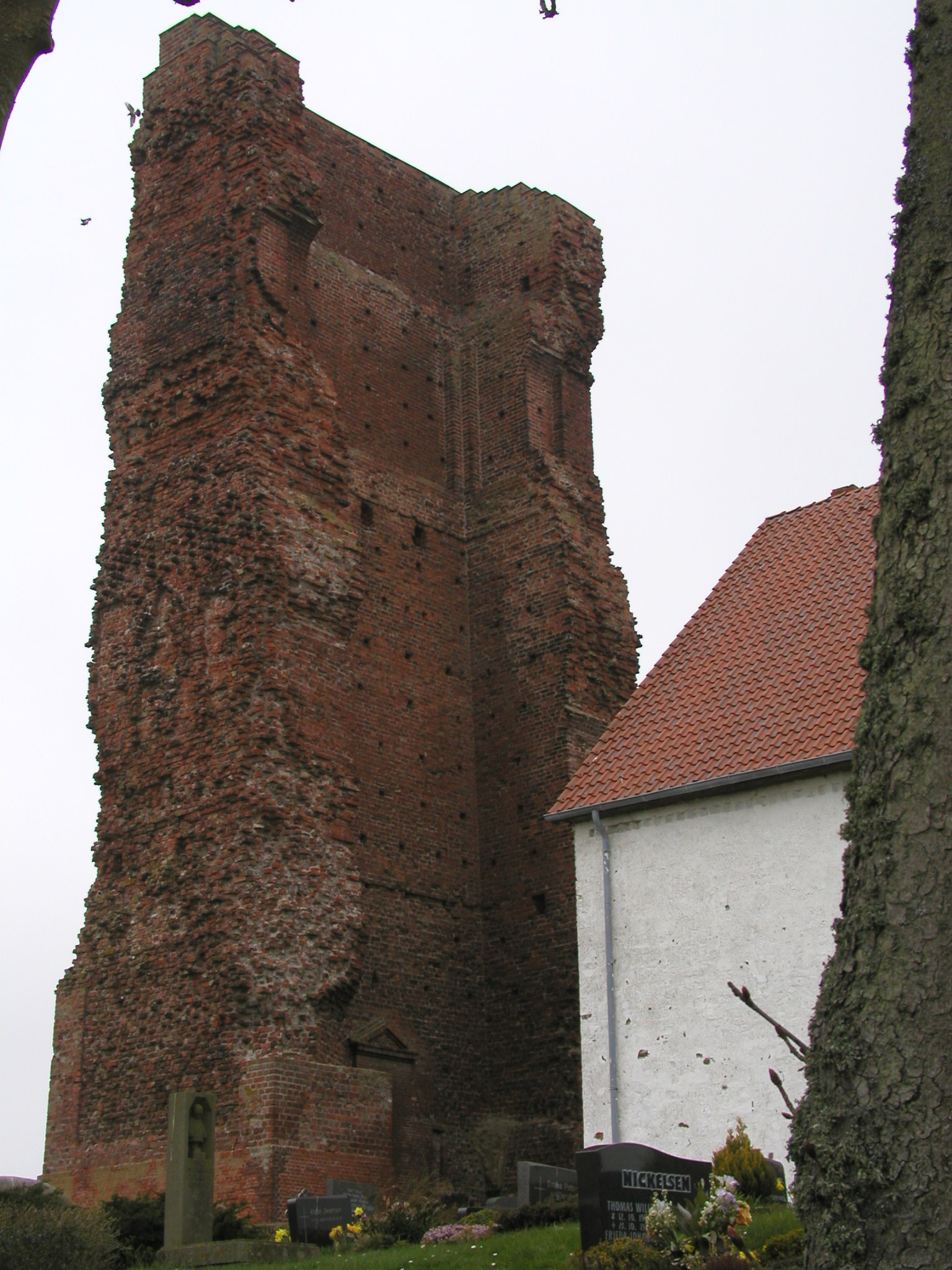
Вежа Старої церкви на Пельвормі
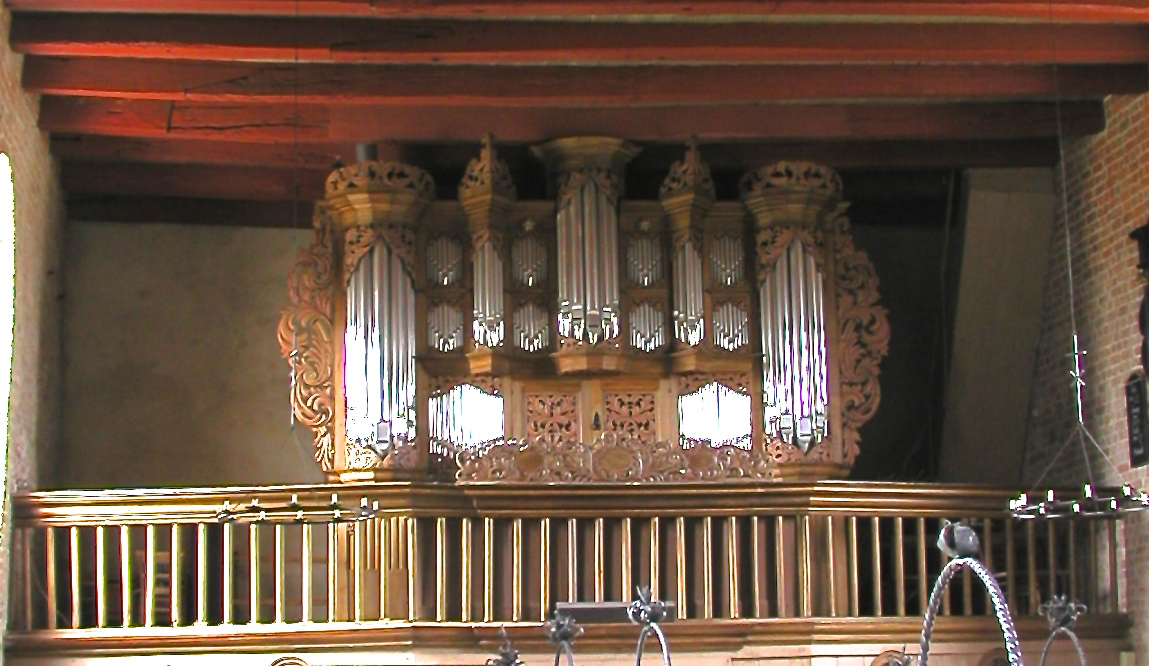
Орган Старої церкви
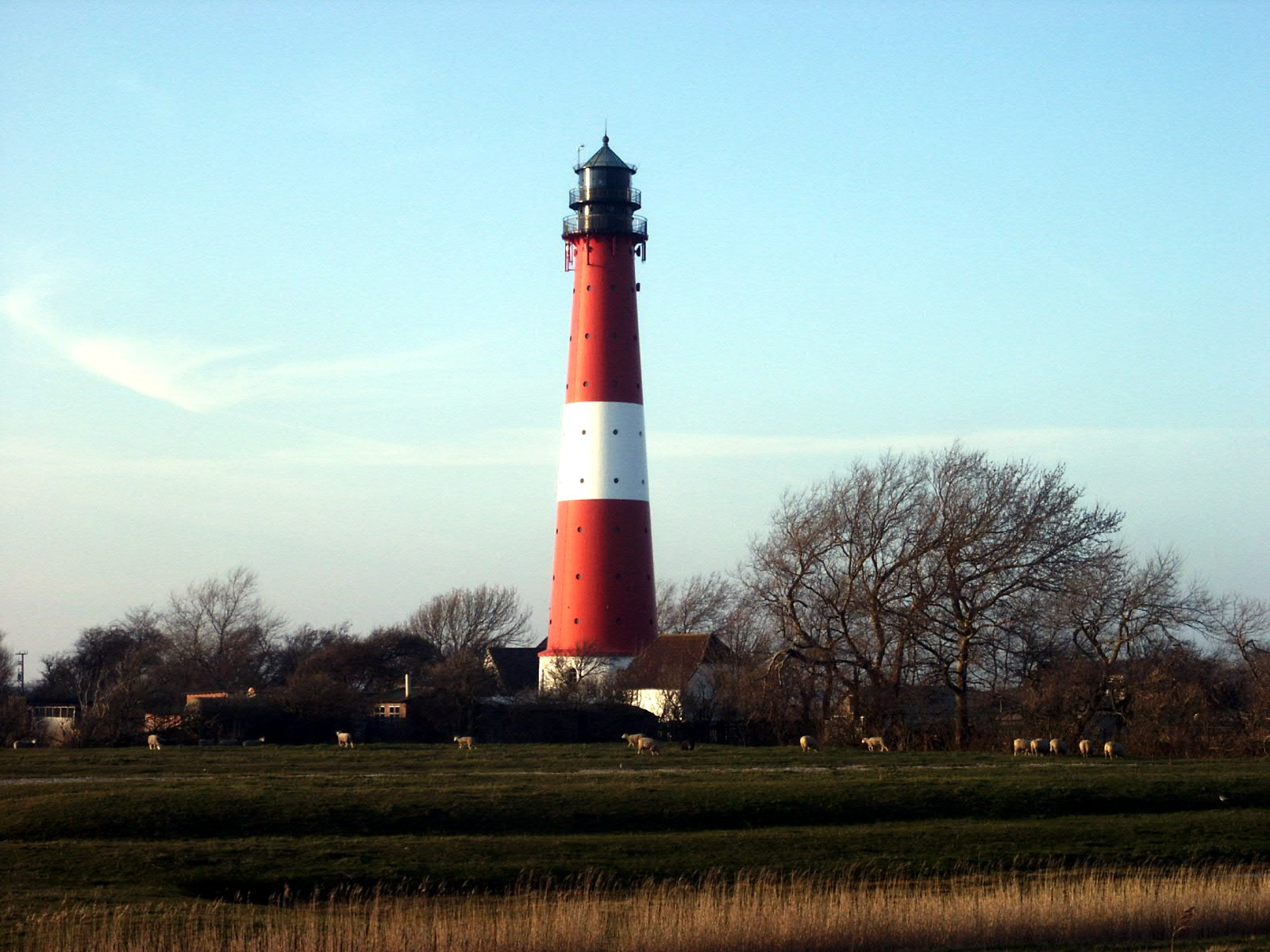
Пельвормський маяк
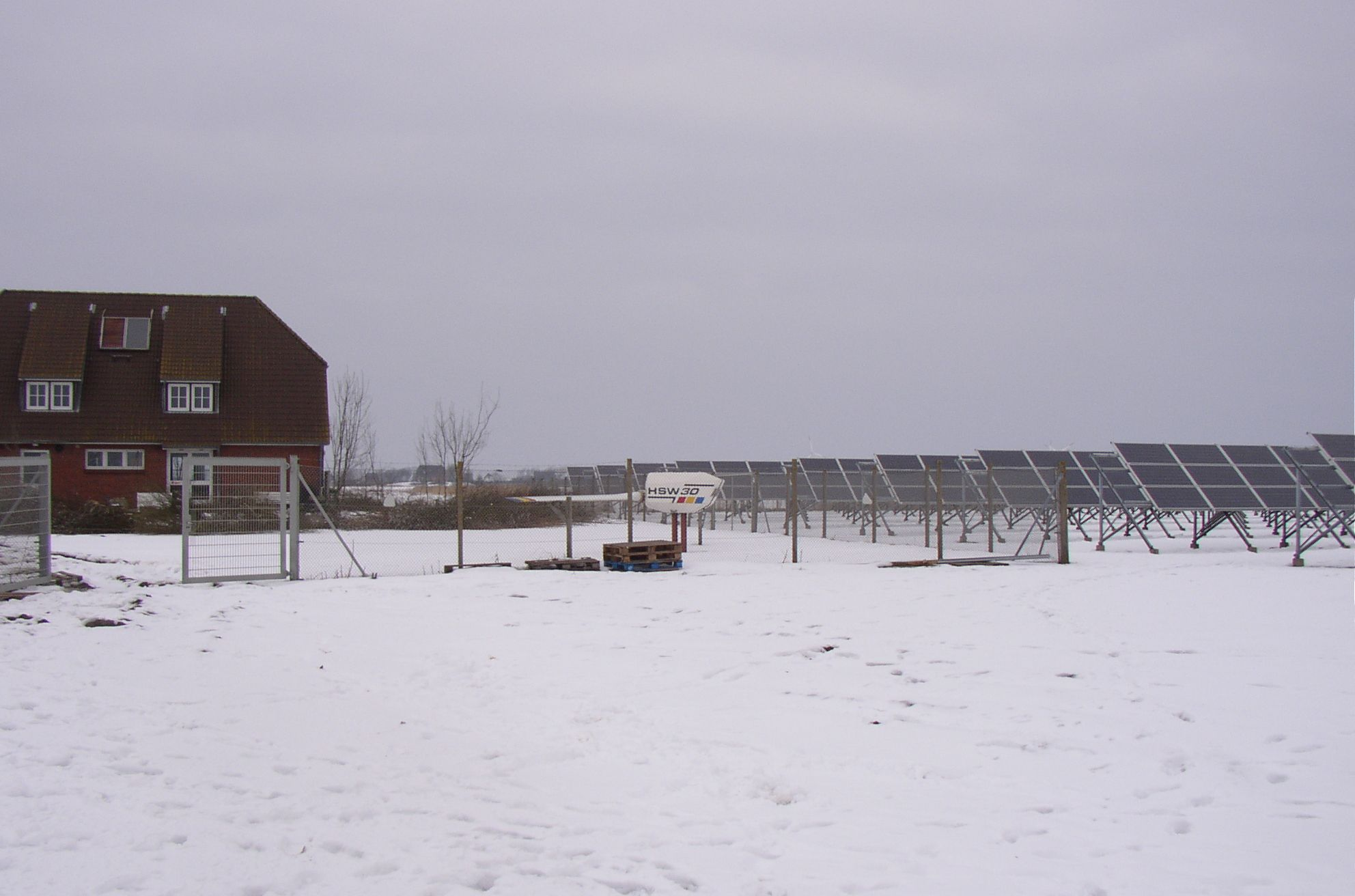
Гібридна енергоустановка